# 湯浅子傑
湯浅 子傑（ゆあさ しけつ、明暦元年（1655年） - 元文元年12月17日（1737年1月17日））は、江戸時代の備前岡山藩士。名を英、通称は又右衛門、号に栄叡。湯浅心俊の子。湯浅常山の父。

## 経歴
- 藩に出仕し小姓組の組頭となると公正な政務と精勤が買われて信望を集め、1714年（正徳4年）大目付に就任、在任期間は18年にもおよんだという。

## 参考資料
- 「日本人名大辞典」講談社